# Feering (Essex)
Feering is een civil parish in het bestuurlijke gebied Braintree, in het Engelse graafschap Essex.